# Jean-François Védier
Jean-François Védier, écuyer, fut général des finances dans la Province de Bretagne, subdélégué général de l'Intendance de Bretagne et maire de Nantes de 1732 à 1735.